# Xavántes
Cet article concerne le peuple xavánte. Pour la langue xavánte, voir Xavánte.
 (mai 2015).

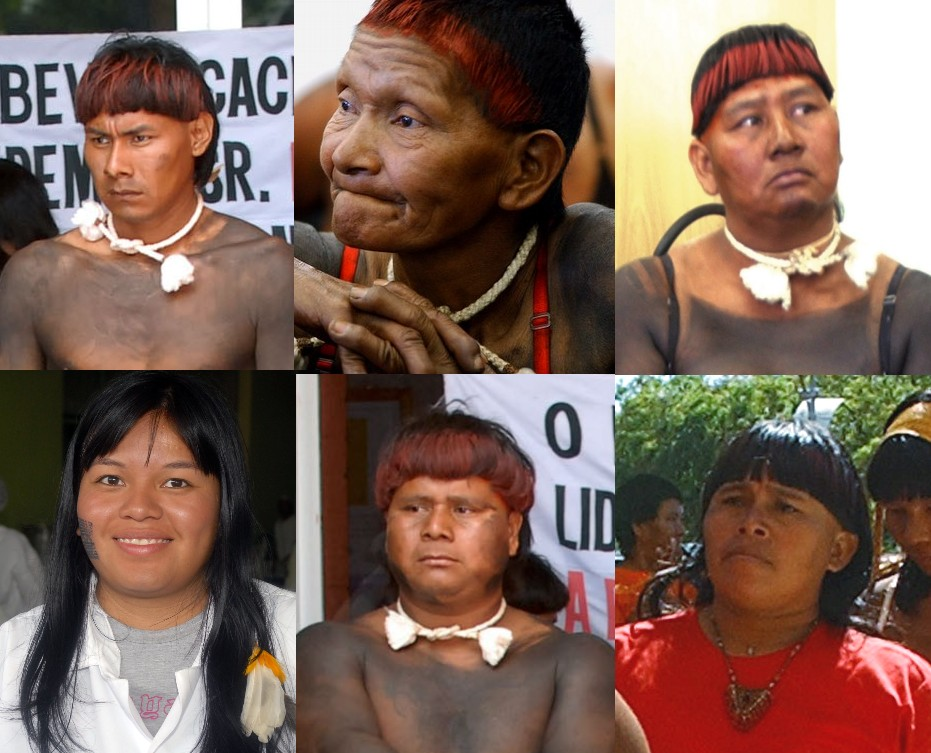
Xavántes (2007)

Les Xavántes (ou Xavantes, Chavantes) sont un peuple amérindien du Brésil. Ils vivent maintenant dans les réserves indiennes qui leur ont été attribuées à l'est du Mato Grosso.

## Histoire
Les Xavántes sont originaires de l'État du Goiás, à l'est du Mato Grosso. C'est au XIXe siècle qu'ils ont émigré plus loin vers l'ouest (entre 1830-1860), à la recherche de terres plus fertiles pour la chasse. Leur migration a été ponctuée de plusieurs guerres. Lors de la traversée du territoire englobant le Rio Araguáia, ils sont entrés en conflit avec les Indiens Karajé qui ont voulu les empêcher de passer. Ils ont fini par s'établir sur un large territoire s'étendant du Rio Araguáia à l'est au Rio das Mortes à l'ouest, englobant du même coup la région du Rio Garças et la Serra do Roncador.
Plus tard, les querelles entre les Xavántes ont été la cause d'une division du peuple xavánte. Ainsi, les villages xavántes bordant le Rio das Mortes sont devenus autonomes et même rivaux les uns envers les autres.
Les premiers véritables contacts avec les Blancs datent du début du XXe siècle, lorsque les missionnaires salésiens, qui s'étaient installés à Meruni du Mato Grosso sur les bords du Rio Garças dans le but de convertir les Indiens Bororos, tentèrent une première approche. Ce contact a favorisé la fondation de la mission de Sao Marcos, sur les berges du Rio das Mortes. Les Xavántes refusèrent cependant tout autre contact et les tentatives d'approche ont été infructueuses. Les Xavántes attaquèrent même parfois la mission. En 1932, deux Salésiens tombèrent dans une embuscade et furent massacrés par un groupe d'Indiens.
Le président brésilien Getúlio Vargas favorisait les missions salésiennes chez les Indiens. En 1938, le Père Hipólito Rhovelon, chef de la mission de Sao Marcos, lui écrivit pour obtenir une aide plus consistante du gouvernement. Les Xavántes, disait-il, sèment la terreur sur le territoire du rio das Mortes où ils attaquent "traîtreusement et vicieusement". Il terminait ainsi sa supplique: "Il est nécessairement urgent de protéger les missions installées dans l'immense zone s'étendant entre le Rio Xingu et le Rio Araguáia dans le but de favoriser la progression de notre civilisation".
Guilhermo Carrano, qui a fréquenté les Xavántes pendant vingt ans, de 1920 à 1940, confirme la thèse que les Pères Salésiens  ont contribué à la destruction culturelle de l'ethnie. "Les Pères, écrit-il, ont placé les Indiens en régime d'internat, séparant le père du fils et les obligeant à prohiber la langue indigène dans leurs conversations".
Dans les années 1940, lors de la création de la Fondation Brésil Central, visant à promouvoir la colonisation au Mato Grosso, il devient nécessaire d'entrer en contact avec les Indiens du Haut-Xingu. En 1941, le Service de Protection des Indiens (SPI) tente une première approche en envoyant chez les Xavántes une équipe commandée par Pimentel Barbasso mais celle-ci est massacrée lors de leur entrée sur le territoire. À la fin des années 1940, cependant, le SPI réussit à établir des contacts réguliers avec les Xavántes grâce à l'expédition Roncador-Xingu et à son chef, Orlando Villas Boas. Celui-ci se rend chez eux et réussit finalement à établir des relations amicales.
Après des années de lutte, les terres indiennes deviennent finalement des réserves. Durant les années 1970, les chefs xavántes s'unissent dans le FUNAI, une association indienne visant à les représenter et à les défendre contre les propriétaires des fazendas, les grandes exploitations agricoles, qui se sont installées dans la région et qui tentent par des moyens pouvant parfois aller jusqu'à la violence de gruger les territoires indiens.

## Situation actuelle des Xavántes

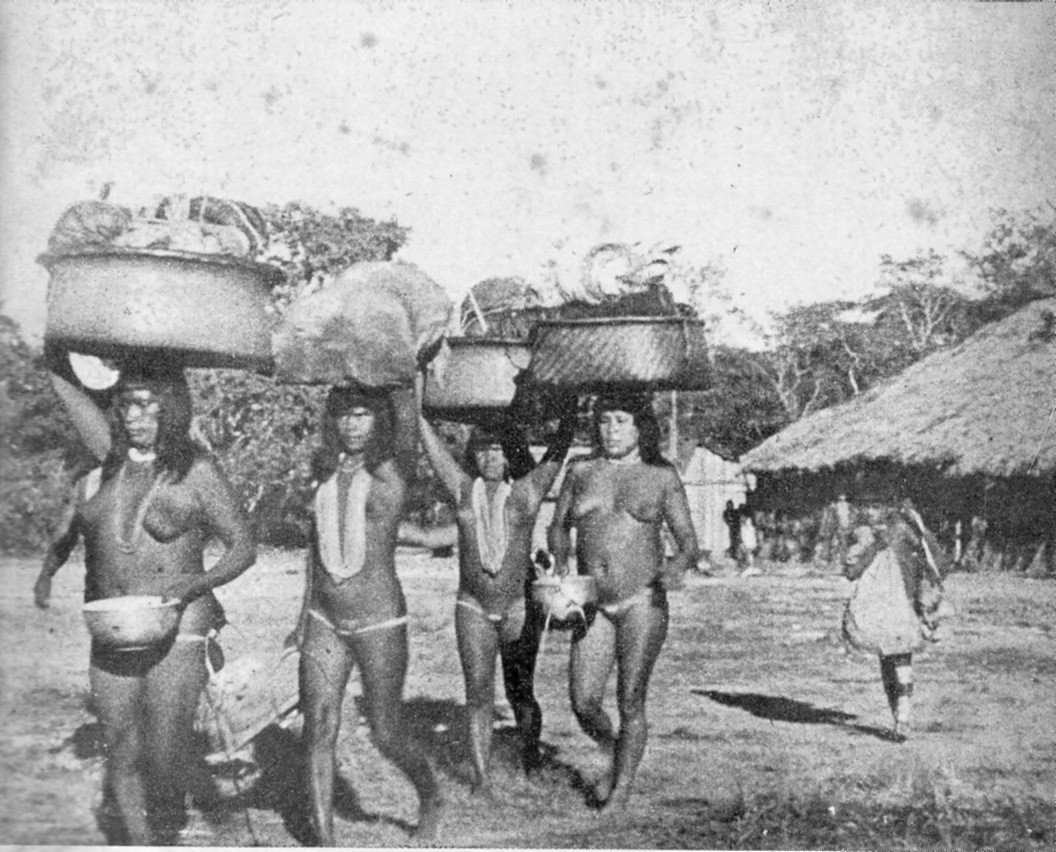
Les femmes Xavante transportant de la nourriture pour les tribus invitées à un enterrement

Aujourd'hui, les Xavántes vivent dans les réserves réparties à l'ouest du Rio Araguáia, dans la Serra do Roncador et à l'est du Rio das Mortes. Les villages comptent maintenant autour de 10 000 habitants. La réserve Rio das Mortes, dont la superficie est de 2 390 km2, comprend 850 Xavántes répartis dans 4 villages.
Les Xavántes ont dû abandonner certaines pratiques comme celle de parcourir un vaste territoire à la recherche de gibier. Leur parcours de chasse se limite maintenant à 20 kilomètres autour de leur village. Leur technique consiste à entourer une zone pour y mettre le feu puis à abattre les animaux en fuite avec des flèches ou des armes à feu. La viande peut être cuite et mangée le même jour ou fumée pour être consommée un autre jour.
À la fin des années 1980, ils ont souffert d'un manque de gibier. Une enquête gouvernementale a démontré que la chasse intensive autour des villages avait exterminé les espèces animales vivant dans cette zone. Afin de pallier cette situation, les Xavántes ont accepté le plan en trois points proposé par Brasilia. Il s'agit d'abord de protéger un tiers de la réserve pendant une période de 3 à 5 ans, selon le gibier, afin de permettre une régénération. Ensuite, il faut favoriser le développement de l'agriculture ainsi qu'une rotation des activités de chasse, dont la pêche pendant la saison sèche. Enfin, il faut organiser des patrouilles dans la réserve pour empêcher les chasseurs venant de l'extérieur de la réserve d'y entrer.